# سلجوق چبی
سلچوک چبی (ترکی استانبولی: Selçuk Çebi؛ زادهٔ ۳ ژوئن ۱۹۸۲) یک کشتی‌گیر پیشین اهل ترکیه است که در کشتی فرنگی فعالیت کرده است. او در دو دستهٔ ۷۴ و ۸۰ کیلوگرم قهرمان کشتی جهان در سال‌های ۲۰۰۹، ۲۰۱۰ و ۲۰۱۵ است که در ۲۰۰۹ و ۲۰۱۰ دو بار پیاپی عنوان قهرمانی را کسب کرد. چبی همچنین برندهٔ مدال طلا در دو دوره بازی‌های مدیترانه و یک دوره یونیورسیاد شده است.
او علاوه بر این سه قهرمانی جهان، در سال‌های ۲۰۱۱ و ۲۰۱۴ یک مدال نقره و یک برنز را نیز از قهرمانی کشتی جهان را کسب کرد و در سال ۲۰۱۴ نائب قهرمان مسابقات قهرمانی کشتی اروپا شد. چبی در دو دوره بازی‌های المپیک ۲۰۱۲ لندن و ۲۰۱۶ ریو، ملی‌پوش ترکیه بود که با شکست از حریفانش در دور مقدماتی حذف شد و از کسب مدال بازماند.